# جيليان باخ
جيليان باخ (بالإنجليزية: Jillian Bach)‏ هي ممثلة أمريكية، ولدت في 27 أبريل 1973 ببالم بيتش غاردنز في الولايات المتحدة.

## أعمال

### أفلام
- (2009) جولي وجوليا[4][5]

## وصلات خارجية
- جيليان باخ على موقع IMDb (الإنجليزية)
- جيليان باخ على موقع قاعدة بيانات الفيلم (الإنجليزية)